# Būrestān
Būrestān (persiska: بورستان) är en ort i Iran.   Den ligger i provinsen Ardabil, i den nordvästra delen av landet, 400 km nordväst om huvudstaden Teheran. Būrestān ligger 1 668 meter över havet och antalet invånare är 486.
Terrängen runt Būrestān är kuperad. Runt Būrestān är det ganska glesbefolkat, med 38 invånare per kvadratkilometer. Närmaste större samhälle är Kamanbān, 10,8 km sydväst om Būrestān. Trakten runt Būrestān består i huvudsak av gräsmarker.